# Irene Brütting
Irene Brütting (* 24. Oktober 1935 in Frankfurt am Main; † 1. September 2018 ebenda) war eine deutsche Leichtathletin, die bei den Europameisterschaften 1954 die Silbermedaille mit der deutschen 4-mal-100-Meter-Staffel gewann (47,1 s: Irmgard Egert, Charlotte Böhmer, Irene Brütting, Maria Sander).
Irene Brütting gehörte dem Sportverein Weiß-Blau Frankfurt/Main an. Ihre Bestleistungen von 11,9 s über 100 Meter und 24,9 s über 200 Meter stellte sie 1955 auf. 1956 erreichte sie ihre beste Platzierung bei Deutschen Meisterschaften, als sie Vizemeisterin über 100 Meter wurde.